# زيادة البيانات
زيادة البيانات هي تقنية في تعلّم الآلة تستخدم لتقليل فرط الملاءمة عند تدريب نموذج تعلم الآلة عن طريق تدريب النماذج على عدة نسخ معدلة قليلاً من البيانات الموجودة.

## اُنظُر أيضًا
- شبكة خصومية توليدية
- معالجة مسبقة للبيانات
- شبكة عصبونية التفافية
- التنظيم (الرياضيات)